# Alain Chastagnol
Alain Chastagnol, nacido el 15 de febrero de 1945 en París, fallecido el 15 de enero de 2010 en la misma ciudad, es gerente de medios y político francés, teniente de alcalde de Souillac.
estuvo a cargo de la misión en Seychelles para el Secretario de Estado de Relaciones Exteriores y luego jefe de gabinete del Ministerio de Comercio Exterior.
En 1977, a los 32 años, tomó el hasta entonces comunista ayuntamiento de Souillac, y permaneció así hasta 2008. Como tal, apoyó el desarrollo del festival de jazz de Souillac, participó en el acceso a la autopista A20 (Francia) con Jacques Chirac, y la creación de la salida Souillac, el proyecto del aeropuerto Brive-Souillac. A veces se queda en París, a veces en su casa de Calès.
Diputado del Lot (RPR) de marzo de 1986 a mayo de 1988, fue también consejero general del Lot de 1985 a 2004 y consejero regional de Midi-Pyrénées de 1992 a 1998.
Entre sus relaciones amistosas contó con Philippine de Rothschild. Organizó el hermanamiento de la ciudad de Souillac con la aldea de Souillac en Mauricio.
En 2005, Alain Chastagnol, alcalde de la ciudad, recibe de manos de Jean-Louis Debré, la Marianne d'Or 2005. El concurso nacional de "Marianne d'Or" premia cada año la acción, la creatividad, el rigor, la dedicación y la pasión por la democracia local en pueblos y ciudades de Francia.
En 2007, fue nombrado oficial de la Legión de Honor.
Se necesitarán 6 años para que un alcalde de la UMP gane las elecciones municipales de Souillac en la persona de Jean-Michel Sanfourche. Mayoría absoluta obtenida en la primera vuelta frente a otros tres candidatos que solo Alain Chastagnol había logrado obtener con similar puntuación en 1977, durante su primera elección.
En 2015, el municipio de Jean-Michel Sanfourche, honra al que fue alcalde de la ciudad Alain-Chastagnol, con una explanada